# Levi Strauss
Levi Strauss (eller Strauß) (26. februar 1829 – 26. september 1902) var en tyskfødt amerikansk tøjproducent. Han navngav det kendte tøjmærke Levi's.
Han blev født som Löb Strauss i Buttenheim i Bayern, i en jødisk familie. I 1847 rejste Strauss med sin mor og to søstre til New York i USA for at slutte sig til sine brødre, Jonas og Louis Loeb, som havde gjort karriere og drev en god forretning der. I 1850 tog han navnet Levi Strauss, og i 1853 flyttede han til San Francisco i Californien og åbnede en forretning, Levi Strauss & Co.